# Pelexia neottiorhiza
Pelexia neottiorhiza là một loài thực vật có hoa trong họ Lan. Loài này được (Kraenzl.) Pabst mô tả khoa học đầu tiên năm 1967.